# Bathildis van Anhalt-Dessau

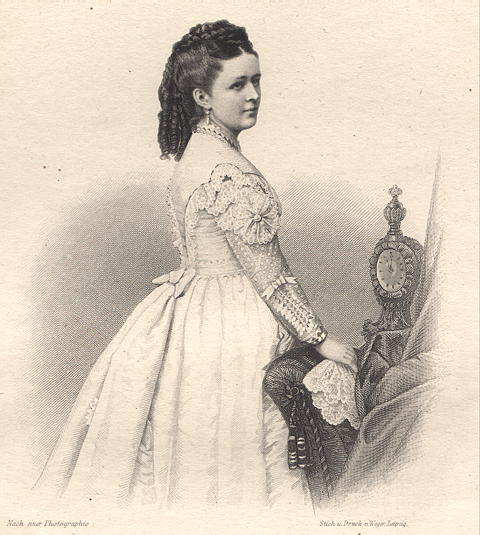
Bathildis van Anhalt-Dessau

Bathildis Amalgunde van Anhalt-Dessau (29 december 1837 - Náchod, 10 februari 1902) was een prinses uit de dynastie der Ascaniërs. 
Zij was de middelste van de drie dochters van Frederik van Anhalt-Dessau en Marie Louise van Hessen-Kassel. Haar oudere zuster was de latere groothertogin-gemalin van Luxemburg Adelheid. 
Zelf trouwde ze op 30 mei 1862 met Willem Karel van Schaumburg-Lippe. Het paar kreeg de volgende kinderen:
- Charlotte (1864-1946), trouwde met koning Willem II van Württemberg
- Frans (1865-1881)
- Frederik (1868-1945), huwde eerst met Louise Caroline van Denemarken en daarna met Antoinette van Anhalt-Dessau
- Albrecht (1869-1942), huwde met Elsa van Württemberg, een dochter van Eugenius van Württemberg en Vera Konstantinova Romanov
- Maximiliaan (1871-1904), trouwde met Olga van Württemberg, de tweelingzus van Elsa die met zijn oudere broer Albrecht getrouwd was
- Bathildis (1873-1962), trouwde met Frederik Adolf Herman van Waldeck-Pyrmont, een broer van de Nederlandse koningin Emma
- Adelheid (1875-1971), trouwde met Ernst II van Saksen-Altenburg
- Alexandra (1879-1949)